# Philip Delaporte

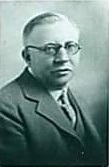
Delaporte (um 1906)

Philip Adam Delaporte (* 19. August 1867 in Worms; † 19. September 1928 in Gridley, Illinois) war ein in Deutschland geborener US-amerikanischer protestantischer Missionar.

## Leben
Er wurde mit seiner Familie im November 1899 auf die pazifische Insel Nauru geschickt; sie kamen von Hawaii via Kosrae unter der Aufsicht einer amerikanischen Auslandskommission. Delaporte und seine Frau Salome übersetzten verschiedene religiöse Texte ins Nauruische, so beispielsweise das Neue Testament, Erzählungen des Alten Testaments, einen Katechismus, ein Hymnenbuch, Schultexte und die Geschichte der christlichen Kirche.
1907 veröffentlichte Delaporte sein Taschenwörterbuch Deutsch-Nauruisch, in dem der nauruische Wortschatz gelistet ist. Es enthielt 65 Seiten mit etwa 1650 Einträgen.
Das Missionarsamt Boston wurde 1917 von der Londoner Missionarsvereinigung übernommen, und Delaporte kehrte mit seiner Familie und mit dem jungen Timothy Detudamo in die USA zurück, wo er im November 1928 verstarb. Detudamo half ihm beim weiteren Übersetzen von nauruischen Texten.
Delaporte ist mit einer Briefmarke Naurus geehrt worden.